# Bretislav II av Böhmen
Bretislav II  av Böhmen, född 1060, död 1100, var en monark av Böhmen. Han regerade från 1092 till 1100.